# Myiagra vanikorensis
Myiagra vanikorensis là một loài chim trong họ Monarchidae.